# Antonio Roccuzzo
Antonio Roccuzzo (Catania, 14 luglio 1958) è un giornalista italiano.
Iniziò a lavorare nel 1980 per il Giornale del Sud di Pippo Fava. Era uno dei ragazzi che furono lanciati dal quotidiano catanese, il primo contro la mafia. Successivamente seguì il suo direttore responsabile a I Siciliani. È stato anche collaboratore de L'Espresso, capocronista della Gazzetta di Reggio e caporedattore dell'emittente televisiva LA7.

## Pubblicazioni
Ha scritto vari libri, tra cui:
- Carmine Fotia, Antonio Roccuzzo (a cura di), Palermo/Leoluca Orlando, Milano, Mondadori, 1990.
- Carmine Fotia, Antonio Roccuzzo, Come fosse stato: un nuovo potere?, Firenze, Hopefulmonster, 1992. ISBN 8877570393
- Antonio Roccuzzo, Gli uomini della giustizia nell'Italia che cambia, Roma-Bari, Laterza, 1993. ISBN 8842041556
- Antonio Roccuzzo, Michele Gambino (a cura di). Il processo del secolo: l'accusa, i verbali, la difesa: guida al processo Andreotti, Roma, Libera informazione, 1995.
- Antonio Roccuzzo, Il silenzio è d'oro (e di piombo): testimoni, vittime, infami, pentiti ai confini della realtà meridionale, Roma, Accademia degli Incolti, 2000. ISBN 8887803099
- Antonio Roccuzzo, L'Italia a pezzi - Cosa unisce Catania a Reggio Emilia?, Roma-Bari, Laterza, 2009.
- Antonio Roccuzzo, Mentre l'orchestrina suonava Gelosia...Crescere e ribellarsi in una tranquilla città di mafia, Milano, Mondadori /strade blu), 2011. (Tratta da quest'ultimo libro, ha scritto - con Gualtiero Peirce - la sceneggiatura del docufilm per la tv "I ragazzi di Pippo Fava", andato in onda su Raitre, in prima serata, il 5 gennaio 2014)